# Hola (Kenya)
Pour l’article ayant un titre homophone, voir Ola.
Pour les articles homonymes, voir Hola.
Hola, aussi connue sous le nom de Galole, est une petite ville du Kenya sur le fleuve Tana, dans la province de la côte.
Le camp Hola fut le site du massacre de Hola en 1959 au cours duquel 11 Kényans ont été tués par des troupes britanniques. Depuis cet incident des efforts ont été entrepris pour renommer la ville Galole.